# Ideoblothrus pisolitus
Espèce
Ideoblothrus pisolitus est une espèce de pseudoscorpions de la famille des Syarinidae.

## Distribution
Cette espèce est endémique du Pilbara en Australie-Occidentale. Elle se rencontre vers Pannawonica.

## Description
La femelle holotype mesure 2,98 mm.

## Publication originale
- Harvey & Edward, 2007 : A review of the pseudoscorpion genus Ideoblothrus (Pseudoscorpiones, Syarinidae) from western and northern Australia. Journal of Natural History, vol. 41, no 5/8, p. 445-472.